# Acronicta transversata
Acronicta transversata là một loài bướm đêm trong họ Noctuidae.